# Лоренс Фокс
Лоренс Пол Фокс (енгл. Laurence Paul Fox; Лидс, 26. мај 1978) британски је глумац и политички активиста.
Син је глумца Џејмса Фокса, а дипломирао је на Краљевској академији драмских уметности. Глумачки деби остварио је у филму Рупа (2001), а након тога је глумио у бројним филмовима, телевизијским серијама и позоришним представама. Такође је кантаутор и гитариста, те је свој дебитантски албум Holding Patterns објавио у фебруару 2016.
Јавно се противио протестима поводом убиства Џорџа Флојда и вакцинацији током пандемије ковида 19.
Након што је основао сопствену политичку странку, кандидовао се на изборима за градоначелника Лондона 2021. године, али није победио. Освојио је 1,9% гласова, изгубивши депозит.

## Филмографија
| Година | Српски наслов          | Изворни наслов | Улога                   | Напомене |
| ------ | ---------------------- | -------------- | ----------------------- | -------- |
| 2001.  | Рупа                   |                | Џеф Бингам              |          |
| 2001.  | Госфорд парк           |                | лорд Руперт Стендиш     |          |
| 2002.  |                        |                | капетан Брамвел Џенингс |          |
| 2003.  |                        |                | Ралф Партриц            |          |
| 2005.  | Последњи скок          |                | мајор Кесер             |          |
| 2007.  | Прича о Џејн           |                | господин Винсли         |          |
| 2007.  | Елизабета: Златно доба |                | сер Кристофер Хатон     |          |
| 2011.  | В. Е.                  |                | Берти                   |          |
| 2019.  | Професор и лудак       |                | Филип Лителтон Гел      |          |
| 2022.  | Мој син, Хантер        |                | Хантер Бајден           |          |